# Anastasija Winnikawa
Anastasija Winnikawa (biał. Анастасія Віннікава, ros. Анастасия Винникова, Anastasija Winnikowa; ur. 15 kwietnia 1991 w Dzierżyńsku) – białoruska piosenkarka, reprezentantka Białorusi podczas 56. Konkursu Piosenki Eurowizji (2011).

## Życiorys

### Wczesne lata
Ukończyła szkołę muzyczną w klasie fortepianu i śpiewu chóralnego. Uczęszczała do Mińskiego Państwowego Uniwersytetu Lingwistycznego w Mińsku.
Zaczęła śpiewać w wieku trzech lat. Gdy miała pięć lat, zaczęła uczęszczać na zajęcia wokalne do miejskiego domu kultury. W dzieciństwie brała udział w wielu konkursach i festiwalach muzycznych, w tym m.in. w telewizyjnym konkrsie Wsie my rodom iz dietstwa. 

### Kariera
W 2011 została wybrana wewnętrznie przez białoruską telewizję na reprezentantkę Białorusi w 56. Konkursie Piosenki Eurowizji organizowanym w Düsseldorfie. Pierwotnie miała przedstawić w konkursie utwór „Born in Bielorussia”, jednak z powodów regulaminowych jej konkursową piosenką została „I Love Belarus” autorstwa Jauhiena Alejnika. W maju zaśpiewała ją w drugim półfinale konkursu i zajęła 14. miejsce, przez co nie zakwalifikowała się do finału.
W 2017 wydała cyfrowo minialbum, zatytułowany Nuliewoj rubież.

## Dyskografia

### Minialbumy (EP)
- Nuliewoj rubież (2017)

### Single
- 2018 – „Nielubow”
- 2018 – „Paranoja”
- 2018 – „Nie isczezaj lubow”